# Mick Kennedy
Michael Francis Martin Kennedy, detto Mick (Salford, 9 aprile 1961 – 9 febbraio 2019), è stato un calciatore inglese naturalizzato irlandese di ruolo centrocampista.

## Biografia
È morto il 9 febbraio 2019. I tifosi del Portsmouth tra l'altro hanno agevolato il suo funerale pagando di tasca loro per farlo.

## Caratteristiche tecniche
Alto 183 giocava come centrocampista, distinguendosi per la tempra agonistica con cui giocava che lo portava a commettere dei tackle duri oltre a correre molto nell'arco dei 90 minuti.

## Carriera

### Club
Ha militato in molti club inglesi durante la sua carriera dalla quarta alla prima divisione (oggi Premier League).

### Nazionale
Pur essendo nato in Inghilterra ha militato nella nazionale delle sue origini, ovvero l'Irlanda, rappresentando l'Under-21 e la nazionale maggiore. Ha giocato 2 gare in nazionale entrambe nel maggio 1986, non venendo più richiamato dopo quella volta dal c.t. Jack Charlton che poi ha scritto su di lui nella sua autobiografia che Tony Galvin e Kevin Sheedy gli erano più utili di lui.

## Statistiche

### Cronologia presenze e reti in nazionale
| Cronologia completa delle presenze e delle reti in nazionale ― Irlanda | Cronologia completa delle presenze e delle reti in nazionale ― Irlanda | Cronologia completa delle presenze e delle reti in nazionale ― Irlanda | Cronologia completa delle presenze e delle reti in nazionale ― Irlanda | Cronologia completa delle presenze e delle reti in nazionale ― Irlanda | Cronologia completa delle presenze e delle reti in nazionale ― Irlanda | Cronologia completa delle presenze e delle reti in nazionale ― Irlanda | Cronologia completa delle presenze e delle reti in nazionale ― Irlanda |
| Data                                                                   | Città                                                                  | In casa                                                                | Risultato                                                              | Ospiti                                                                 | Competizione                                                           | Reti                                                                   | Note                                                                   |
| ---------------------------------------------------------------------- | ---------------------------------------------------------------------- | ---------------------------------------------------------------------- | ---------------------------------------------------------------------- | ---------------------------------------------------------------------- | ---------------------------------------------------------------------- | ---------------------------------------------------------------------- | ---------------------------------------------------------------------- |
| 25-5-1986                                                              | Reykjavík                                                              | Islanda                                                                | 1 – 2                                                                  | Irlanda                                                                | Amichevole                                                             | -                                                                      |                                                                        |
| 27-5-1986                                                              | Reykjavík                                                              | Cecoslovacchia                                                         | 0 – 1                                                                  | Irlanda                                                                | Amichevole                                                             | -                                                                      | 46’                                                                    |
| Totale                                                                 |                                                                        | Presenze                                                               | 2                                                                      |                                                                        | Reti                                                                   | 0                                                                      |                                                                        |